# Kenneth Reightler
Kenneth Stanley Reightler Jr. (Patuxent River, 24 de março de 1951) é um ex-astronauta norte-americano.
Formado em engenharia aeroespacial pela Academia Naval dos Estados Unidos em 1973 e com mestrado em administração de sistemas pela Universidade do Sul da Califórnia em 1984, qualificou-se como piloto de testes pela prestigiosa Escola de Piloto de Teste Naval dos Estados Unidos, em Patuxent River, sua cidade natal no estado de Maryland. Após a graduação esteve envolvido em diversos testes de desenvolvimento de caças e avões de patrulha até ser designado para servir no porta-aviões USS Dwight D. Eisenhower como oficial de comunicações e piloto no Mar Mediterrâneo. Com mais de 5000 horas de voo em 60 tipos diferentes de aeronaves, foi selecionado para o curso de astronauta da NASA em 1987, que completou em 1988.
Foi ao espaço pela primeira vez em 12 de setembro de 1991 como piloto da STS-48 Discovery, missão que lançou em órbita o Satélite de Pesquisas da Atmosfera Superior, criado para fazer medições de substâncias químicas da atmosfera. Após 81 órbitas e 5 dias no espaço, a Discovery pilotada por Reightler pousou na Base Aérea de Edwards, na Califórnia.
Sua segunda missão espacial foi em 3 de fevereiro de 1994, a STS-60 Discovery, também como piloto, a primeira missão do programa espacial conjunto russo-americano Shuttle-Mir. Foi também o primeiro voo da plataforma científica Wake Shield Facility e a primeira vez que um cosmonauta russo, Sergei Krikalev, viajou a bordo de um ônibus espacial. Nesta segunda missão Rightley passou oito dias no espaço, acumulando um total de 327 horas em órbita.
Em 1995 ele deixou a NASA e a Marinha, com o posto de capitão, para trabalhar na iniciativa privada assumindo um posto técnico ligado ao Centro Espacial Johnson na Lockheed Martin. Em 2004 foi promovido a presidente de Operações Espaciais. Em 2011 deixou a empresa para assumir a vice-presidência da Alliant Techsystems, cargo que exerceu por um ano, até tornar-se consultor independente para o governo e empresas privadas de espaço e negócios espaciais.